# Veliki Zab
Veliki Zab ili Gornji Zab (grčko ime: Lykos, lat. Lycus)  rijeka je koja izvire u planinama jugoistočne Turske, teče južno 426 km u Irak, gdje se ulijeva u rijeku Tigris južno od grada Mosula.
Gornji Zab smatra se prirodnom granicom takozvanog Kurdistana u iračkom dijelu. Godine 750. rijeka Gornji Zab bila je mjesto bojišta u sukobu između Abasida i Omejida.
S obje strane Gornjeg Zaba živjela je do 1915. godine, u pokrajini Hakari, većina asirskih kršćana.